# Divizia Națională (1999/2000)
Sezon 1999/2000 był 9. edycją rozgrywek o mistrzostwo Mołdawii. Tytuł mistrza kraju zdobył zespół Zimbru Kiszyniów. Tytuł króla strzelców przypadł Sergejowi Rogaciowowi, który w barwach Sheriffa Tyraspol strzelił 20 goli.

## Zespoły
| Uczestnicy poprzedniej edycji                                                                                 | Uczestnicy poprzedniej edycji | Uczestnicy poprzedniej edycji | Uczestnicy poprzedniej edycji |
| --- | ----------------------------- | ----------------------------- | ----------------------------- |
| ZKI | Zimbru Kiszyniów              | 1                             |                               |
| CKI | Constructorul Kiszyniów       | 2                             |                               |
| TIL | Tiligul Tyraspol              | 3                             |                               |
| SHE | Sheriff Tyraspol              | 4                             |                               |
| OLB | Olimpia Bielce                | 5                             |                               |
| MDG | Moldova-Gaz Kiszyniów         | 6                             |                               |
| ROM | Roma Bielce                   | 7                             |                               |
| AGR | Agro Kiszyniów                | 8                             |                               |
| UNI | Unisport Kiszyniów            | 9                             |                               |
| Spadek z Divizia Națională                                                                                    |                               |                               |                               |
| NOT | Nistru Otaci                  | 10                            |                               |
| Awans z Divizia A                                                                                             |                               |                               |                               |
| ENE | Energetic Dubăsari            |                               |                               |
| Oznaczenia: - kolumna pierwsza – skróty nazw drużyn, - kolumna trzecia – miejsce zajęte w poprzednim sezonie. |                               |                               |                               |

## Tabela końcowa
|    | Klub                    | M  | Z  | R  | P  | Br+ | Br- | Pkt |
| 1  | Zimbru Kiszyniów        | 36 | 25 | 7  | 4  | 78  | 21  | 82  |
| 2  | Sheriff Tyraspol        | 36 | 25 | 6  | 5  | 77  | 25  | 81  |
| 3  | Constructorul Kiszyniów | 36 | 18 | 11 | 7  | 52  | 23  | 65  |
| 4  | Nistru-Unisport Otaci   | 36 | 16 | 11 | 9  | 53  | 28  | 59  |
| 5  | Tiligul Tyraspol        | 36 | 12 | 13 | 11 | 35  | 33  | 49  |
| 6  | Olimpia Bielce          | 36 | 13 | 7  | 16 | 42  | 51  | 46  |
| 7  | Agro Kiszyniów          | 36 | 10 | 10 | 16 | 36  | 56  | 40  |
| 8  | Moldova-Gaz Kiszyniów   | 36 | 10 | 9  | 17 | 37  | 48  | 39  |
| 9  | Roma Bielce             | 36 | 8  | 6  | 22 | 28  | 66  | 30  |
| 10 | Energhetic Dubosary     | 36 | 2  | 2  | 32 | 13  | 100 | 8   |

|  | Mistrz |
|  | Spadek |

## Najlepsi Strzelcy
|   | Piłkarz           | Klub                                            | Gole |
| - | ----------------- | ----------------------------------------------- | ---- |
| 1 | Sergej Rogaciow   | Sheriff Tyraspol                                | 20   |
| 2 | Victor Berco      | Zimbru Kiszyniów                                | 15   |
| - | Vladimir Pustovit | Moldova-Gaz Kiszyniów / Constructorul Kiszyniów | 15   |
| 4 | Vladimir Dovghii  | Constructorul Kiszyniów                         | 14   |
| - | Jury Miterew      | Zimbru Kiszyniów                                | 14   |
| - | Sergej Pogreban   | Tiligul Tyraspol                                | 12   |
| - | David Mudjiri     | Sheriff Tyraspol                                | 12   |
| - | Aleksandr Berko   | Nistru-Unisport Otaci                           | 12   |
| - | Viorel Frunze     | Agro Kiszyniów                                  | 11   |